# High1
High1 (korejsky : 하이원) je profesionální lední hokejový klub se sídlem ve městě Kojang v Jižní Koreji. Klub byl založený roku 2004. Do sezóny 2007-08 byl známý jako Kangwon Land ( Korejsky : 강원 랜드 ) po majiteli týmu Kangwon Land Corporation. Zápasy hraje ve městech Čchunčchon, Soul a Kojang.

## Historie pojmenování
- 2004-2007/08 - Kangwon Land
- 2007/08- ? - High1

## Úspěchy
- Korejský šampionát
  - Vítězové (3x): 2006, 2007, 2008

## Logo

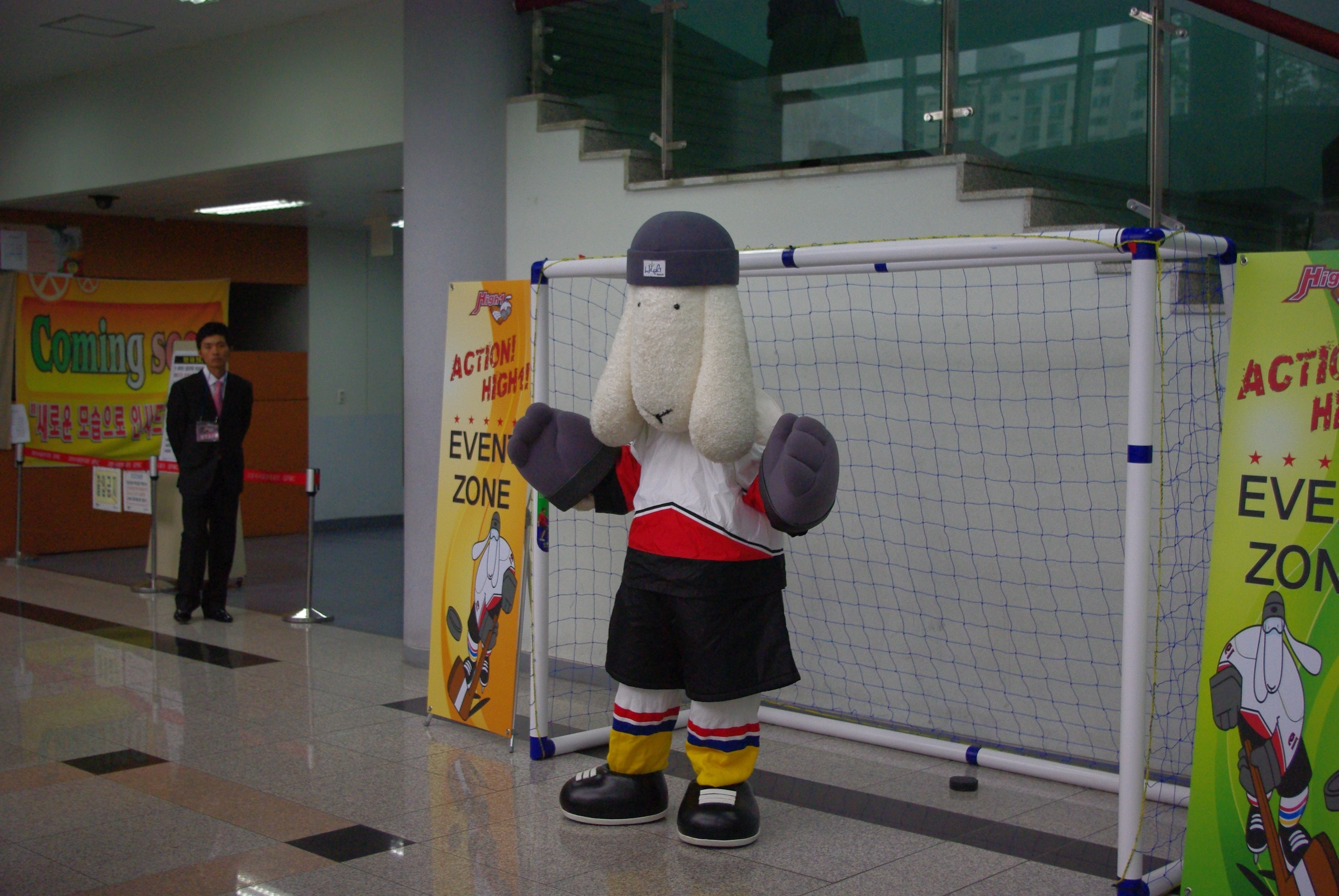
Maskot týmu

Logem je dlouhoušatý pes, který drží hokejku. Pes má na sobě černé brýle a kompletní hokejové vybavení.

## Maskot
Maskotem je velký bílý pes, který má dlouhé bílé uši a nosí prázdný dres. Maskot má šedou zimní čepici a rukavice. Má dvě malé oči a dlouhý nos. Maskot je zároveň logem týmu.

## Soupiska
| Brankáři | Brankáři    | Brankáři       | Brankáři | Brankáři | Brankáři             |
| #        | Země        | Jméno          | Zákroky  | Získán   | Místo narození       |
| -------- | ----------- | -------------- | -------- | -------- | -------------------- |
| 31       | Jižní Korea | Lee Won        | L        | 2010     | Severní Korea        |
| 32       | Jižní Korea | Kim Sun-ki     | L        | 2010     | Seoul, Severní Korea |
| 70       | Japonsko    | Mistuaki Inoue | L        | 2010     | Tokyo, Japonsko      |

| Obránci | Obránci     | Obránci           | Obránci | Obránci | Obránci              | Obránci |
| #       | Země        | Jméno             | Střela  | Získán  | Místo narození       |         |
| ------- | ----------- | ----------------- | ------- | ------- | -------------------- | ------- |
| 2       | Jižní Korea | Oh Kwang-sik      | L       | 2010    | Seoul, Severní Korea |         |
| 5       | Kanada      | Bryan Young – A   | L       | 2010    | Ennismore, Kanada    |         |
| 15      | Jižní Korea | Kim Hyeok         | R       | 2011    | Seoul, Severní Korea |         |
| 17      | Jižní Korea | Oh Hyon-ho        | R       | 2011    | Seoul, Severní Korea |         |
| 27      | Jižní Korea | Kim Hyun-soo      | L       | 2006    | Seoul, Severní Korea |         |
| 44      | Japonsko    | Ryuichi Kawai     | L       | 2011    | Sapporo, Japonsko    |         |
| 65      | Jižní Korea | Kim Bum-jin       | L       | 2010    | Seoul, Severní Korea |         |
| 96      | Jižní Korea | Kim Dong-hwan – C | R       | 2006    | Seoul, Severní Korea |         |

| Útočníci | Útočníci          | Útočníci             | Útočníci | Útočníci | Útočníci | Útočníci              |
| #        | Země              | Jméno                | Pozice   | Střela   | Získán   | Místo narození        |
| -------- | ----------------- | -------------------- | -------- | -------- | -------- | --------------------- |
| 7        | Jižní Korea       | Lee You              | C        | L        | 2008     | Seoul, Severní Korea  |
| 9        | Kanada · Izrael   | Oren Eizenman        | C        | L        | 2011     | Toronto, Kanada       |
| 10       | Jižní Korea       | Kim Hyung-Joon       | C        | L        | 2010     | Anyang, Severní Korea |
| 11       | Jižní Korea       | Lee Yu-won           | LW       | R        | 2011     | Seoul, Severní Korea  |
| 13       | Jižní Korea       | Chang Jun-il         | RW       | R        | 2011     | Seoul, Severní Korea  |
| 14       | Jižní Korea       | Suh Shin-il          | C/LW     | L        | 2009     | Seoul, Severní Korea  |
| 16       | Jižní Korea       | Kwon Tae-an          | C        | L        | 2008     | Severní Korea         |
| 20       | Japonsko · Kanada | Darcy Takeshi Mitani | C        | R        | 2010     | Dryden, Kanada        |
| 23       | Kanada            | Michael Swift        | C        | L        | 2011     | Peterborough, Kanada  |
| 47       | Japonsko          | Kota Shinohara       | C        | R        | 2011     | Kushiro, Japonsko     |
| 73       | Jižní Korea       | Kim Eun-joon         | C        | R        | 2006     | Seoul, Severní Korea  |
| 74       | Jižní Korea       | Ahn Hyun-min – A     | LW       | R        | 2009     | Seoul, Severní Korea  |

### Kapitáni
- Park Jin-hong 2005-2006
- Shin Eu-serk 2006-2007
- Lee Myoung-woo 2007-2008
- Song Chi-young 2008-2009
- Hwang Byung-wook 2009-2010
- Kim Dong-hwan 2009–dodnes

### Trenéři
- Kim Hee-woo 2004-2010
- Kim Youn-Sung 2010–dodnes

## Významní hráči
- Dan Donnette 2005-06,
- Steve Howard 2005-06,
- Josh Liebenow 2005-06,
- Michael Tobin 2005-06,
- Steve McKenna 2006-07,
- Pontus Moren 2006-07,
- Buddy Smith 2006-07,
- Chris Allen 2008-09,
- Brent Gauvreau 2008-09,
- Magnus Österby 2008-09,
- Trevor Gallant 2009-10,
- Alex Kim 2007-10,
- Jeremy Van Hoof 2009-10,
- Alex Bourret 2010-11,
- Jim Jackson 2010-11,
- Tim Smith 2009-11